# 徳之島総合陸運
徳之島総合陸運株式会社（とくのしまそうごうりくうん）は、鹿児島県の徳之島を営業エリアとしてバス事業・タクシー事業などを行っている企業。徳之島唯一のバス事業者である。本社所在地は鹿児島県大島郡徳之島町亀津7497。

## バス事業

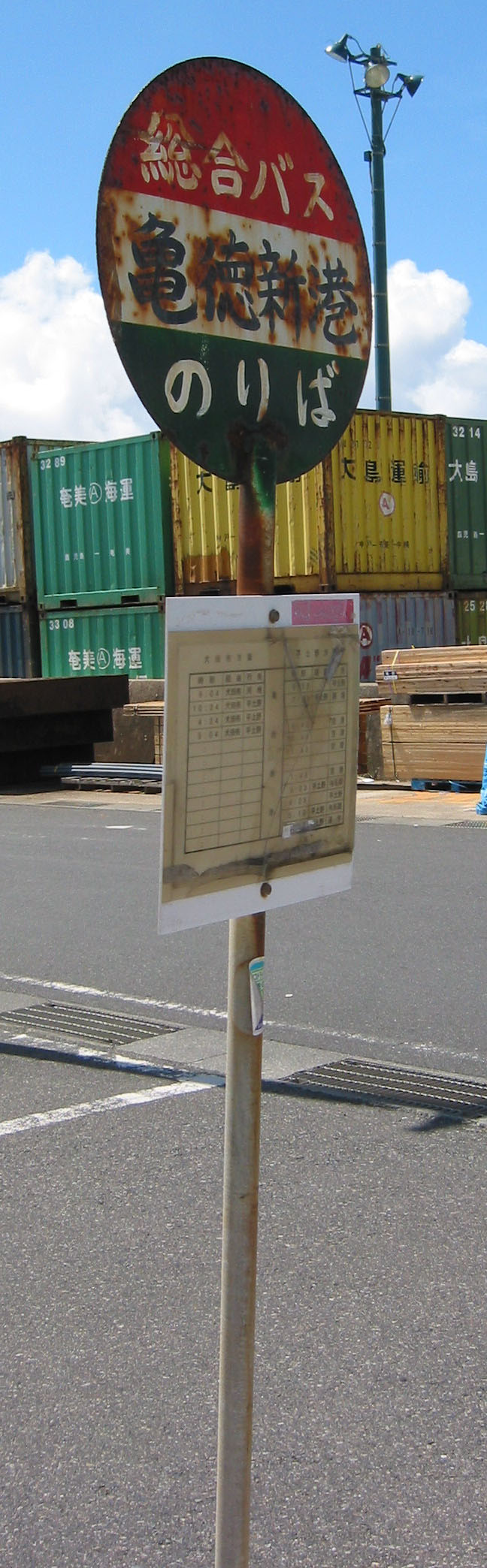
乗合バスのバス停

### バス路線
徳之島内に4つの路線を運行している。
- 1系統：亀津 - 花徳・平土野 - 空港
- 2系統：亀津 - 花徳・平土野 - 与名間
- 3系統：亀津 - 犬田布 - 平土野
- 4系統：亀津 - 伊仙 - 犬田布

路線図が総合バスの公式サイトに掲載されているが、空港→亀津の亀津市街でのルートが実際と異なっている、「バスセンター（現在の亀津中央）」など現在は存在しないバス停が掲載されている、路線図に掲載されていないバス停が存在するなど実際の運行と異なっているため、電話または運転士への確認が確実である。
以下はかつて運行されていたが、いずれも徳之島町や天城町のデマンド交通に転換されている。
- 5系統：亀津 - 尾母 - 小島
- 6系統：平土野 - 瀬滝 - 西阿木名
- 7系統：平土野 - 与名間・手手 - 花徳
- 8系統：平土野 - 松原 - 与名間

### 運賃の支払い
現金または「JAL maas」が利用できるが、ICカードやQRコード決済は一切利用できない。

### 車両
乗合バスの車両は緑色を基調とした塗装をしている。
2012年3月には、東京R&Dが日野・ポンチョをベースに開発した電気バスが営業運転を開始した。2013年3月で運行を終了した。

乗合バスの車両
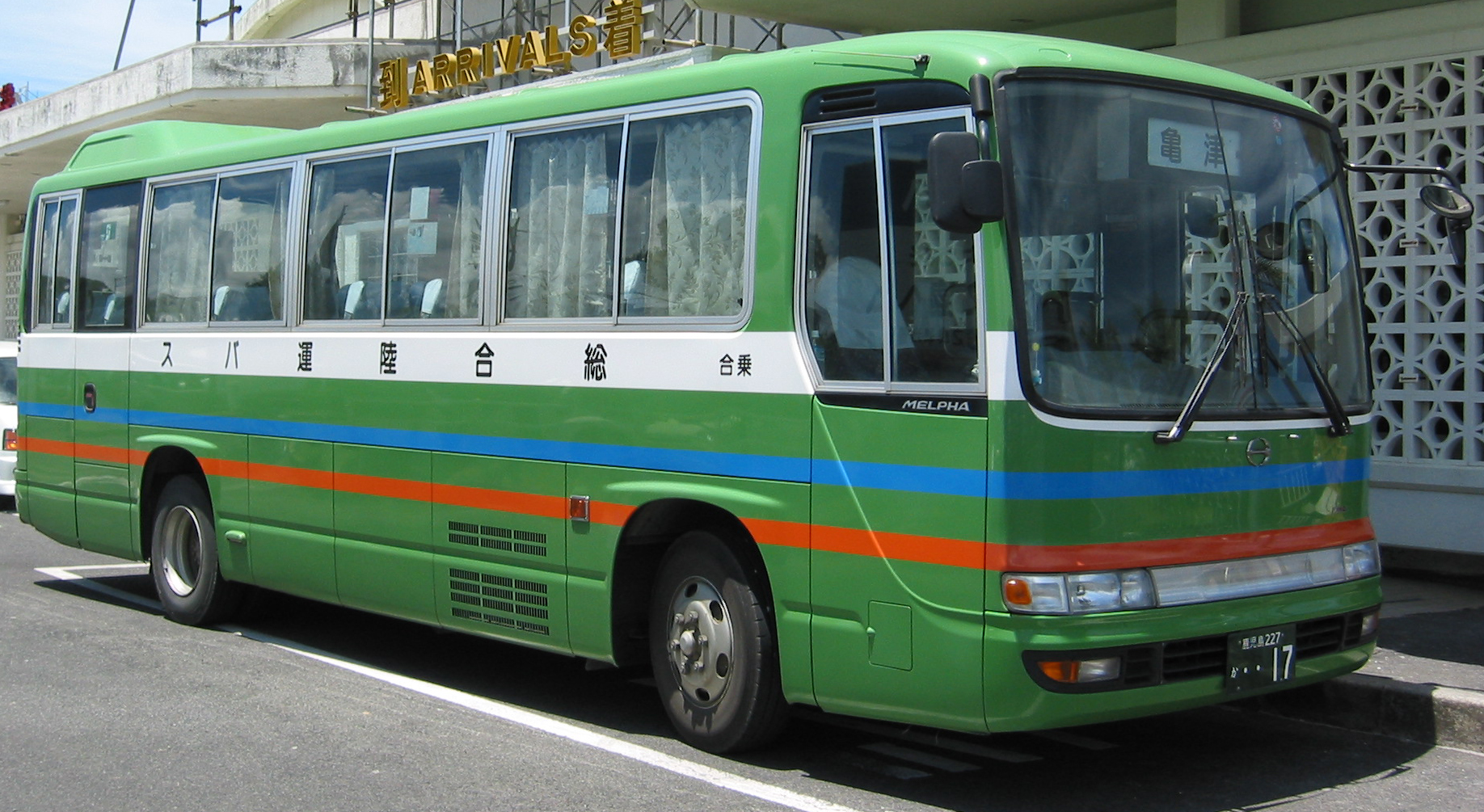
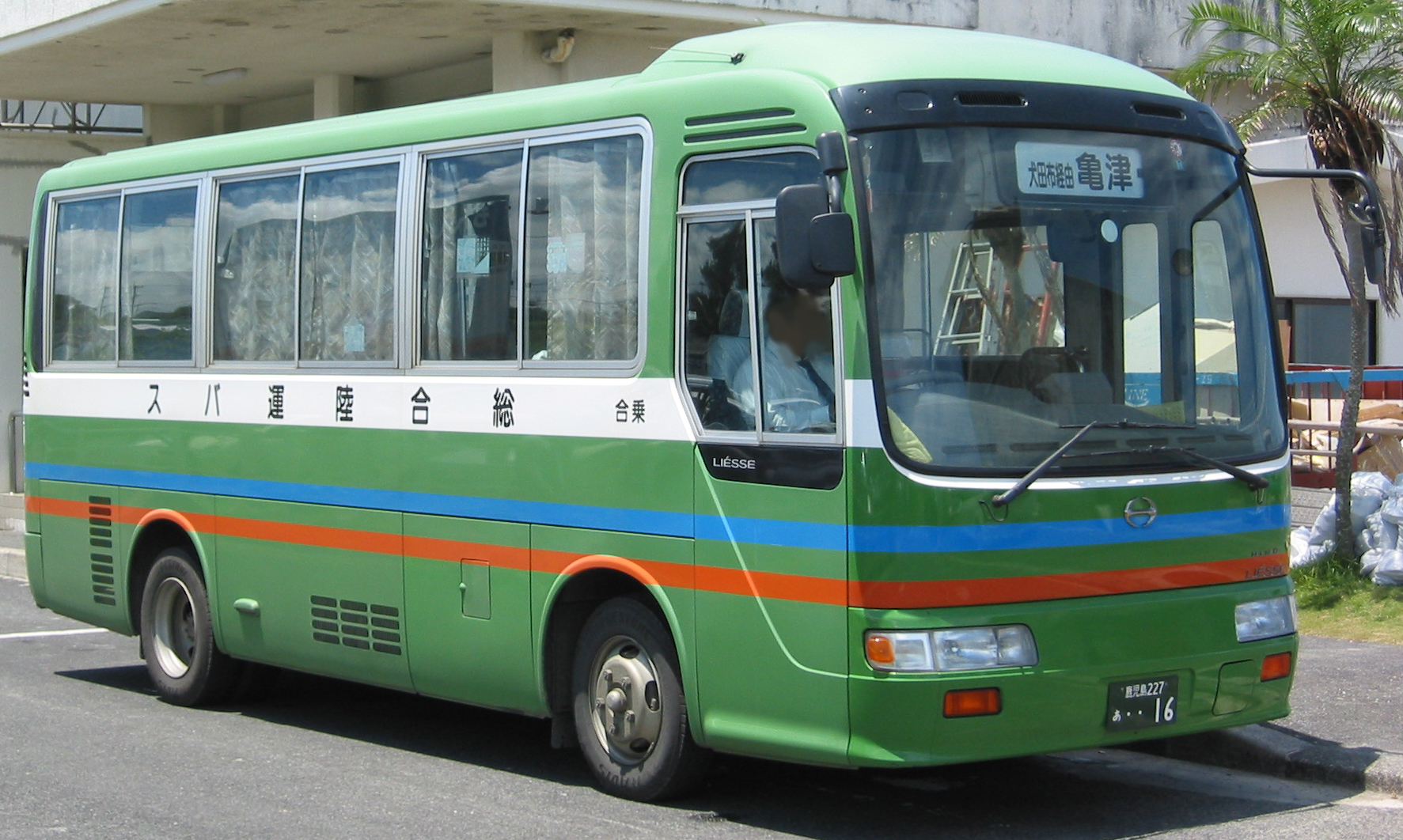